# کامیانکی-نگتسکی
کامیانکی-نگتسکی (به لهستانی:  Kamianki-Nicki) یک روستا در لهستان است که در گمینا پژسمکی واقع شده‌است.